# Церква святого Миколая на Підгір'ї (Перемишль)
Церква святого Миколая, Церква святого Миколая на Підгір'ї — неіснуючий православний, а згодом, греко-католицький храм, що знаходився у Перемишлі в районі Підгір'я (на розі сучасних вулиць Татарської та кс. Попелюшки). Відомий також своїм братством, котре відіграло значну роль в українському національному відродженні міста і Надсяння та проіснувало до ХХ століття.

## Історія
Перші згадки про існування церкви святого Миколая у перемиському районі Підгір'я відносяться до 1378 року, також згадується у 1405 і у 1476 роках. У 1759 році давня будівля, котра, ймовірно походила, ще із княжих часів, згоріла. Після цього було розпочато збір коштів для будівництва нової споруди і через чотири роки — у 1763, на місці старої, було збудовано нову дерев'яну.
Після входження Галичини до складу імперії Габсбургів, впродовж правління Йосифа ІІ, з метою оптимізації витрат, відбувалась ліквідації надмірної кількості монастирів та релігійних об'єктів. В рамках цієї діяльності, громаді Підгір'я скерували запитання про наявність в них можливості самостійно відремонтувати храм. Оскільки позитивної відповіді громада не надала споруда, коло 1786 року, була продана і розібрана., а ікони перенесені до катедрального храму.
Із церквою пов'язана чудотворна ікона св. Миколая, котра, згідно переказів, вціліла неушкодженою під час пожежі. Після ліквідації храму ікона також була перенесена до катедрального собору, де поміщена у середньому вівтарі, справа від великого входу.
В 1899—1900 роках на приблизному місці розташування церкви було споруджено костел Матері Божої Скапулярної та монастир кармеліток босих.

## Архітектура
Збереглось два зображення давньої церкви святого Миколая, котра існувала до пожежі 1759 року. Це була тридільна будівля, із традиційним поділом на вівтарну частину, вищу і найбільшу — наву та притвор. Центральний об'єм будівлі був увінчаним єдиним куполом, у стінах високі віконні прорізи. В центральному об'ємі три рівновисоких вікна. Примикання стіни до наметового даху пряме. Характер конструкції залишається невідомим. З оглядну на об'ємно-просторові риси будівлі, вона могла бути як дерев'яною так і мурованою.

## Братство

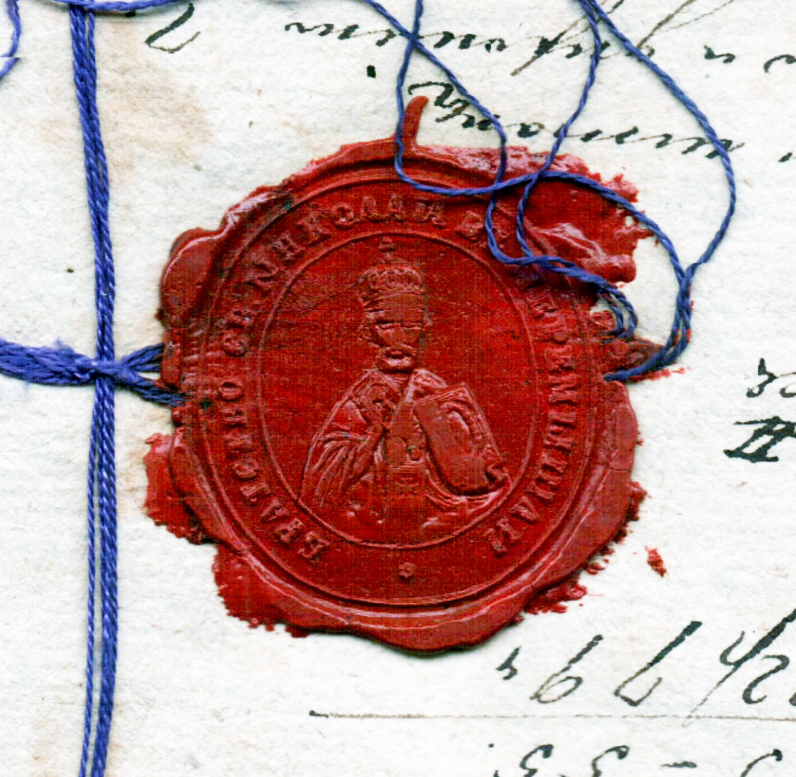
Печатка братства св. Миколая у Перемишлі

Однойменне братство при церкві св. Миколая на Підгір'ї існувало із першої половини XVII століття. У 1749 році, за розпорядженням єпископа Онуфрія Шумлянського ліквідоване, однак, у 1830 році знову відновлене Іваном Снігурським.
Братство займалось, серед іншого, допомогою бідним студентам Перемиських шкіл, а в 1888 році було створено Бурсу Товариства ім. Святого Отця Миколая, що займалась освітою бідної молоді. До 1893 року бурса розташовувалась на вулиці Татарській, коло місця, де колись стояла церква. У 1904 році Братство влаштувало будинок для маленьких дітей у своєму приміщенні на вулиці Чарнецького. У 1911 році, на соту річницю від дня народження поета Маркіяна Шашкевича, у співпраці з Українським педагогічним товариством, на вул. Смольки,10 побудовано новий двоповерховий будинок. Це стало початком одного із найвидатніших освітніх осередків Перемишля, семирічної школа відомої як «Шашкевичівка». Для втілення цього проекту братство передало свої землі, на яких була збудована споруда школи.
У 1921 році братство створило власну загальноосвітню школу з українською мовою навчання імені Святого Миколая, котра діяла на Засянні на вулиці св. Яна. Ідея благодійності для наймолодших, любов до ближнього, яку уособлював покровитель Братства — Святий Миколай, була однією з головних напрямків діяльності братства.